# 71-631
71-631 (согласно Единой нумерации. Жаргонное название — КТМ-31) — сочленённый шестиосный трамвайный вагон производства Усть-Катавского вагоностроительного завода. По состоянию на август 2017 года выпущено 61 (в том числе 31 мод. 71-631-02) экземпляр, из них: 43 — эксплуатируются в Санкт-Петербурге (в том числе 28 мод. 71-631-02), 10 — в Самаре, 4 - в Краснодаре, 4 — в Даугавпилсе. Первые три вагона проходили испытания в Златоусте, ещё один вагон осенью 2014 года испытывался в Челябинске.

## История создания

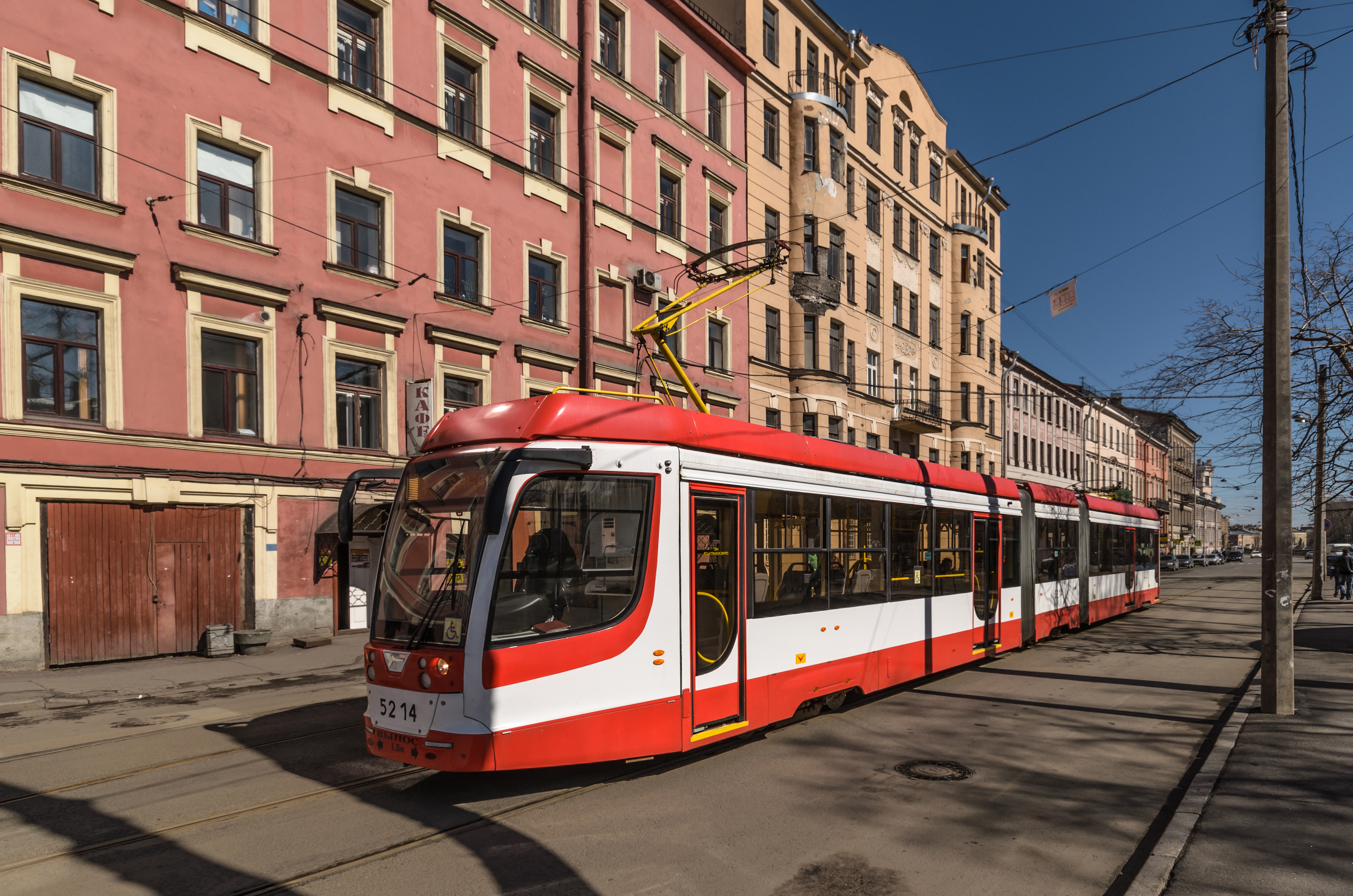
71-631-02 в Санкт-Петербурге

Трамвайный вагон модели 71-631 был разработан и запущен в производство в 2011 году на базе серийного вагона 71-623, с учётом замечаний по первому опытному 6-осному вагону 71-630. Первый выпущенный экземпляр был выполнен в одностороннем исполнении и передан в Санкт-Петербург, хотя изначально планировалось отправить этот вагон в Киев, в связи с чем вагон даже был покрашен в жёлто-синие цвета и имел надписи в салоне и на приборной панели на украинском языке, однако поставки были сорваны. До конца 2012 года Петербургским предприятием «Горэлектротранс» было приобретено ещё пять двусторонних трёхсекционных челночных трамваев Усть-Катавского вагоностроительного завода.

## Конструкция

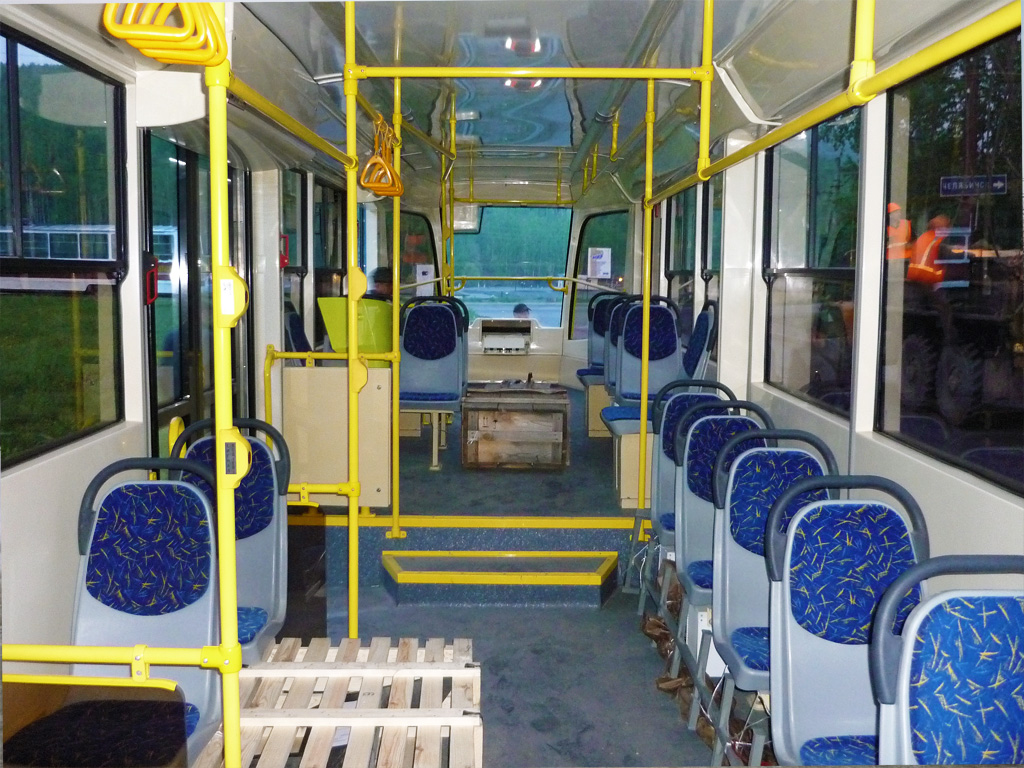
Салон третьей (хвостовой) секции вагона 71-631

Трамвайный вагон является на 72 % низкопольным, состоит из трёх секций (два висячих узла сочленения), имеет шесть осей.

### Тележки
Трамвайный вагон укомплектован тележками двух типов: моторные подкатываются под головные секции, бегунковая — под среднюю.
На каждой моторной тележке установлено по два асинхронным трёхфазных тяговых двигателя с короткозамкнутым ротором закрытого типа и с самовентиляцией, производства Skoda, номинальной мощностью 125 кВт. Двигатели установлены поперечно, в отличие от продольной установки на вагонах Tatra T3, КТМ-5 и подобных, карданный вал отсутствует.Для передачи крутящего момента от выходного вала редуктора на ось колёсной пары разработана специальная эластичная муфта. Такое решение позволило снизить неподрессоренную массу до 700 кг, благодаря чему уменьшается износ рельсового пути.

### Тормоза
Вагон оснащён тремя видами тормозов: электрическим (рекуперативным), дисковым и магниторельсовым. На каждой колёсной паре тележки установлены два дисковых тормоза: тормоз дисковый позитивный (привод работает на затормаживание) и тормоз дисковый негативный (тормозное нажатие создаётся пружинами, привод работает на растормаживание). Эти тормоза отличаются типом исполнительного механизма.
Тормоз дисковый позитивный используется при служебном и экстренном торможении совместно с динамическим тормозом, а также является основным средством торможения при аварийном отсутствии электрического тормоза. Тормоз дисковый негативный выполняет функцию стояночного тормоза.
Магниторельсовый тормоз является средством дополнительного замедления вагона при аварийном и экстренном торможении.

### Салон

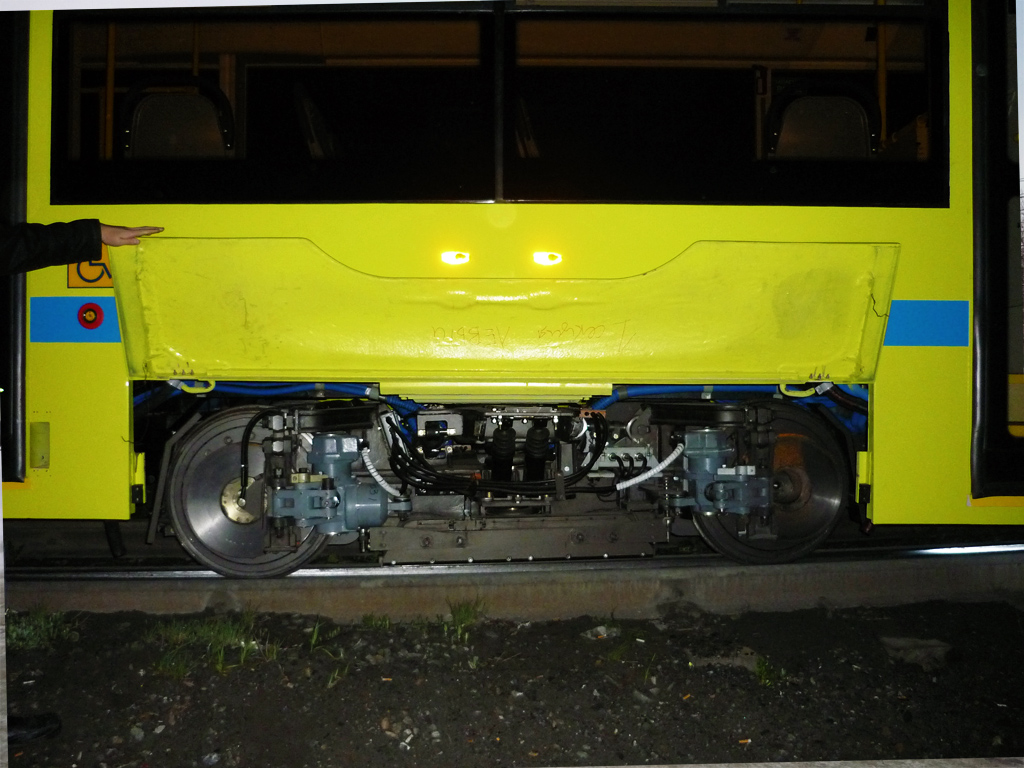
Тележка трамвайного вагона 71-631

В салоне предусмотрены широкие дверные проёмы и просторные накопительные площадки в низкопольной части вагона, что позволяет увеличить скорость посадки-высадки и создаёт комфортные условия для пассажиров с детьми и людей с ограниченными возможностями.
Также в салоне установлена комплексная цифровая информационная система, включающая автоинформатор, громкоговорящую связь, маршрутные указатели, информационное табло (бегущая строка). Вагон укомплектован навигационным оборудованием ГЛОНАСС.

## Модификации

### 71-631
- Трёхсекционный низкопольный односторонний вагон (с одной кабиной). Вагон имеет 6 дверей планетарного типа, расположенных по правой стороне, из которых четыре — двустворчатые и две — одностворчатые. Имеет электрооборудование «Канопус». Выпущено 17 вагонов, из которых 2 эксплуатируются в Самаре, 4 в Даугавпилсе, 11 в Санкт-Петербурге.

### 71-631-01
- Трёхсекционный низкопольный односторонний вагон (с одной кабиной). Вагон имеет 6 прислонно-сдвижных дверей, расположенных по правой стороне, из которых четыре — двустворчатые и две — одностворчатые. Имел электрооборудование «Канопус», которое в 2019 году было заменено на электрооборудование «Чергос». Выпущен 1 вагон, который эксплуатируется в Санкт-Петербурге.

### 71-631-02
- Трёхсекционный низкопольный двусторонний вагон (с двумя кабинами). Вагон имеет 8 дверей планетарного типа, расположенных симметрично по обеим сторонам, из которых четыре — двустворчатые и четыре — одностворчатые. Имеет электрооборудование «Канопус». Выпущено 15 вагонов, которые ксплуатируются в Санкт-Петербурге.

### 71-631-02.02
- Трёхсекционный низкопольный двусторонний вагон (с двумя кабинами). Вагон имеет 8 дверей планетарного типа, расположенных симметрично по обеим сторонам, из которых четыре — двустворчатые и четыре — одностворчатые. Имеет электрооборудование «ЭПРО». Выпущено 16 вагонов, которые эксплуатируются в Санкт-Петербурге.

### 71-631.01
- Трёхсекционный низкопольный односторонний вагон (с одной кабиной). Вагон имеет 6 дверей планетарного типа, расположенных по правой стороне, из которых четыре — двустворчатые и две — одностворчатые. Имеет электрооборудование «Чергос», модернизированные тележки, тяговые электродвигатели АО "ПЭМЗ" и узлы сочленения АО "Концерн-Электрон". Выпущено 8 вагонов, которые эксплуатируются в Самаре.

### 71-631-03
- Трёхсекционный низкопольный односторонний вагон (с одной кабиной) с кондиционером и обновлёнными передней и задней масками. Вагон имеет 6 дверей планетарного типа, расположенных по правой стороне, из которых четыре — двустворчатые и две — одностворчатые.  Имеет электрооборудование «Чергос». Выпущено 4 вагона, которые эксплуатируются в Краснодаре.

## Эксплуатирующие города
По состоянию на март 2019 года вагоны серии 71-631 эксплуатируются в Санкт-Петербурге (трамваи работают на маршрутах трамвайного парка №5) и Даугавпилсе (трамваи работают на маршруте 1). Ранее один вагон находился на испытании в Златоусте.
| Страна | Город           | Эксплуатирующая организация                            | Количество (всех модификаций) | 71-631 | 71-631.01 | 71-631-01 | 71-631-02 | 71-631-02.02 | 71-631-03 |
| Россия | Краснодар       | МУП «Краснодарское трамвайно-троллейбусное управление» | 4                             | -      | -         | -         | -         | -            | 4         |
| Россия | Санкт-Петербург | СПб ГУП «Горэлектротранс»                              | 43                            | 11     | -         | 1         | 15        | 16           | -         |
| Россия | Самара          | МП ТТУ г. о. Самара                                    | 10                            | 2      | 8         | -         | -         | -            | -         |
| Латвия | Даугавпилс      | «Daugavpils satiksme»                                  | 4                             | 4      | -         | -         | -         | -            | -         |

## Производство и портфель заказов
| Год  | Модификация 71‑631 | Модификация 71‑631 | Модификация 71‑631‑02 | Модификация 71‑631‑02 | Модификация 71‑631‑03 | Модификация 71‑631‑03 | Итого за год |
|      | Зав. номера        | Количество вагонов | Зав. номера           | Количество вагонов    | Зав. номера           | Количество вагонов    |              |
| 2011 | 00001              | 1                  |                       |                       |                       |                       | 1            |
| 2012 |                    |                    | 00001-00005           | 5                     |                       |                       | 5            |
| 2013 | 00002-00004        | 3                  | 00006-00015           | 10                    |                       |                       | 13           |
| 2014 | 00008-00016        | 12                 |                       |                       |                       |                       | 12           |
| 2015 |                    | 9                  |                       |                       |                       |                       | 9            |
| 2016 |                    |                    | 00016                 | 1                     |                       |                       | 1            |
| 2017 | 00017-00026        | 10                 | 00017-00031           | 15                    |                       |                       | 25           |
| 2018 |                    | 3                  |                       |                       |                       |                       | 3            |
| 2019 |                    |                    |                       |                       |                       | 4                     | 4            |

| Страна | Город           | Эксплуатирующая организация                            | Количество вагонов | Модификация | Год поставки | Готовы к отправке | Строятся | Доставлено | Осталось |
| Россия | Санкт-Петербург | Горэлектротранс                                        | 1                  | 71-631      | 2011         | 0                 | 0        | 1          | 0        |
| Россия | Санкт-Петербург | Горэлектротранс                                        | 5                  | 71-631-02   | 2012         | 0                 | 0        | 5          | 0        |
| Россия | Санкт-Петербург | Горэлектротранс                                        | 10                 | 71-631-02   | 2013         | 0                 | 0        | 10         | 0        |
| Россия | Санкт-Петербург | Горэлектротранс                                        | 3                  | 71-631      | 2013         | 0                 | 0        | 3          | 0        |
| Латвия | Даугавпилс      | «Daugavpils satiksme»                                  | 4                  | 71-631      | 2014         | 0                 | 0        | 4          | 0        |
| Россия | Санкт-Петербург | Горэлектротранс                                        | 8                  | 71-631      | 2014         | 0                 | 0        | 8          | 0        |
| Россия | Санкт-Петербург | Горэлектротранс                                        | 9                  | 71-631      | 2015         | 0                 | 0        | 0          | 9        |
| Россия | Санкт-Петербург | Горэлектротранс                                        | 1                  | 71-631-02   | 2016         | 0                 | 0        | 1          | 0        |
| Россия | Санкт-Петербург | Горэлектротранс                                        | 15                 | 71-631-02   | 2017         | 0                 | 0        | 15         | 0        |
| Россия | Самара          | МП Самарское трамвайно-троллейбусное управление        | 10                 | 71-631      | 2017         | 0                 | 0        | 10         | 0        |
| Россия | Санкт-Петербург | Горэлектротранс                                        | 3                  | 71-631-02   | 2018         | 0                 | 0        | 0          | 3        |
| Россия | Краснодар       | МУП «Краснодарское трамвайно-троллейбусное управление» | 4                  | 71-631-03   | 2019         | 0                 | 0        | 4          | 4        |

## Сравнение с конкурентами
| Сравнение трамвайного вагона 71-631 с другими сочленёнными низкопольными трамвайными вагонами, производившимися на территории СНГ: | Сравнение трамвайного вагона 71-631 с другими сочленёнными низкопольными трамвайными вагонами, производившимися на территории СНГ: | Сравнение трамвайного вагона 71-631 с другими сочленёнными низкопольными трамвайными вагонами, производившимися на территории СНГ: | Сравнение трамвайного вагона 71-631 с другими сочленёнными низкопольными трамвайными вагонами, производившимися на территории СНГ: | Сравнение трамвайного вагона 71-631 с другими сочленёнными низкопольными трамвайными вагонами, производившимися на территории СНГ: |
| 71-631 | ЛВС-2005 | ЛВС-2009 | АКСМ-843 | |
| Заводы-изготовители: | Заводы-изготовители: | Заводы-изготовители: | Заводы-изготовители: | Заводы-изготовители: |
| --- | --- | --- | --- | --- |
| УКВЗ | ПТМЗ | ПТМЗ | Белкоммунмаш | |
| Годы выпуска: | | | | |
| с 2011 года — по 2014 год; с декабря 2016 года                                                                                     | с 2006 по 2009 год | с 2008 года — по 2012 год | с 2010 года — по 2014 год | |
| Количество построенных экземпляров (на декабрь 2016 года):                                                                         | | | | |
| 36 | 26 | 11 | 29 | |
| Эксплуатирующие города: | | | | |
| Санкт-Петербург (32) Даугавпилс (4) Челябинск (1, был на испытании, передан в Санкт-Петербург)                                     | Санкт-Петербург (25) Барнаул (1)                                                                                                   | Волгоград (10), Киев (1) | Казань (20), Минск (5), Санкт-Петербург (3), Киев (1)                                                                              | |
| Габариты (длина, ширина, высота), мм:                                                                                              | | | | |
| 28050 х 2500 х 3700 | 22500 × 2550 × 3530 | 31500 х 2550 х 3150 | 25400 х 2500 х 3900 | |
| Низкопольность, %: | | | | |
| 72 | 60 | 43 | 80 | |
| Пассажировместимость, чел: | | | | |
| 291 (8 чел/м²), 201 (5 чел/м²) | 170 (5 чел/м²), 250 (8 чел/м²) | 225 (5 чел/м²) | 226 (8 чел/м²) | |
| Масса, тн: | | | | |
| 37 | 26 | 42 | н.д. | |
| Максимальная скорость, км/ч: | | | | |
| 75 | 75 | 75 | 100 | |
| Мощность электродвигателей, кВт:                                                                                                   | | | | |
| 4х125 | 4×90 | 8х90 | 4х105 | |

## Фотогалерея

Трамвайные вагоны 71-631 и 71-631-02 на испытаниях в Златоусте
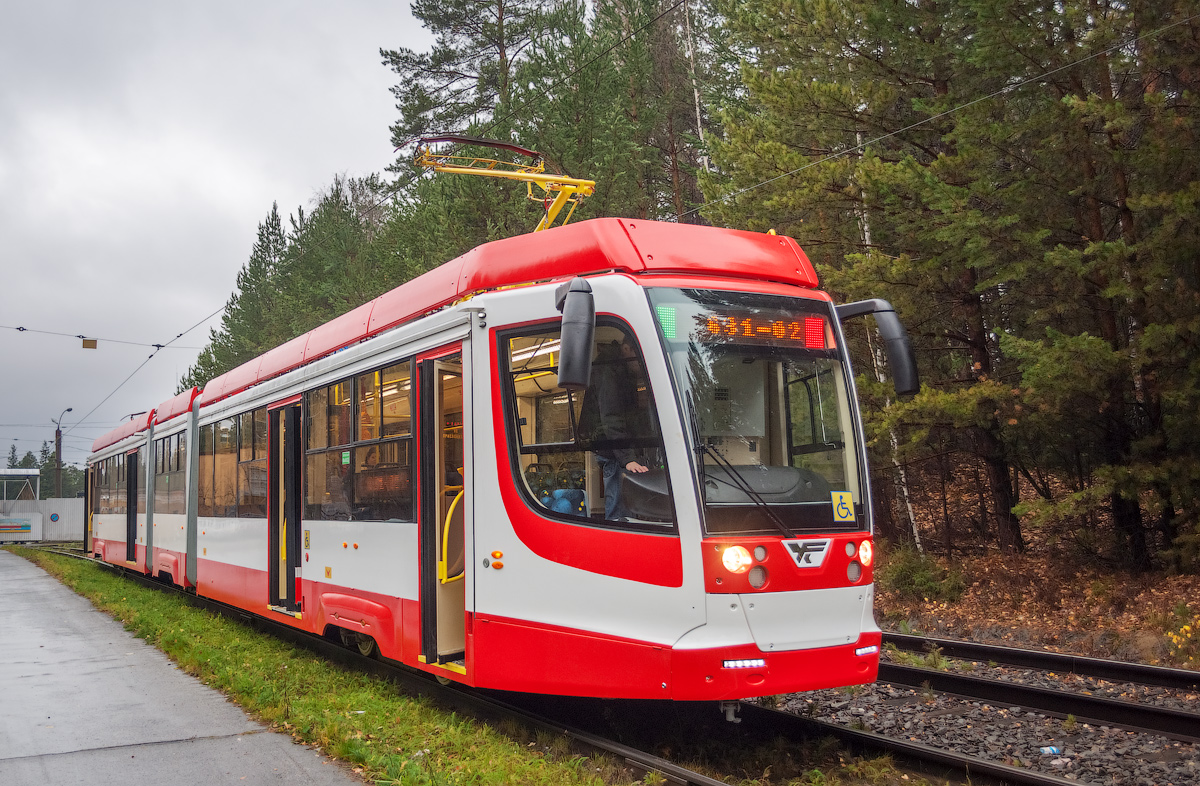
71-631-02 на подъездных путях к трамвайному депо (октябрь 2012 года)
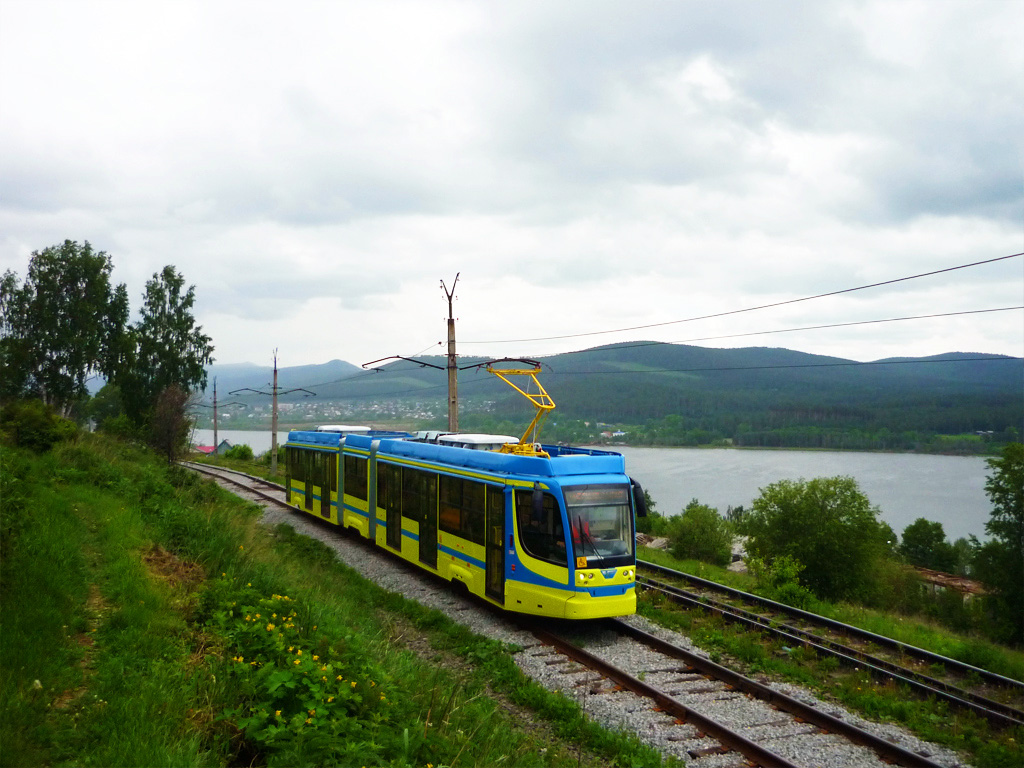
71-631 в первоначальной жёлто-синей окраске, предназначенный для Киева (июнь 2011 года)
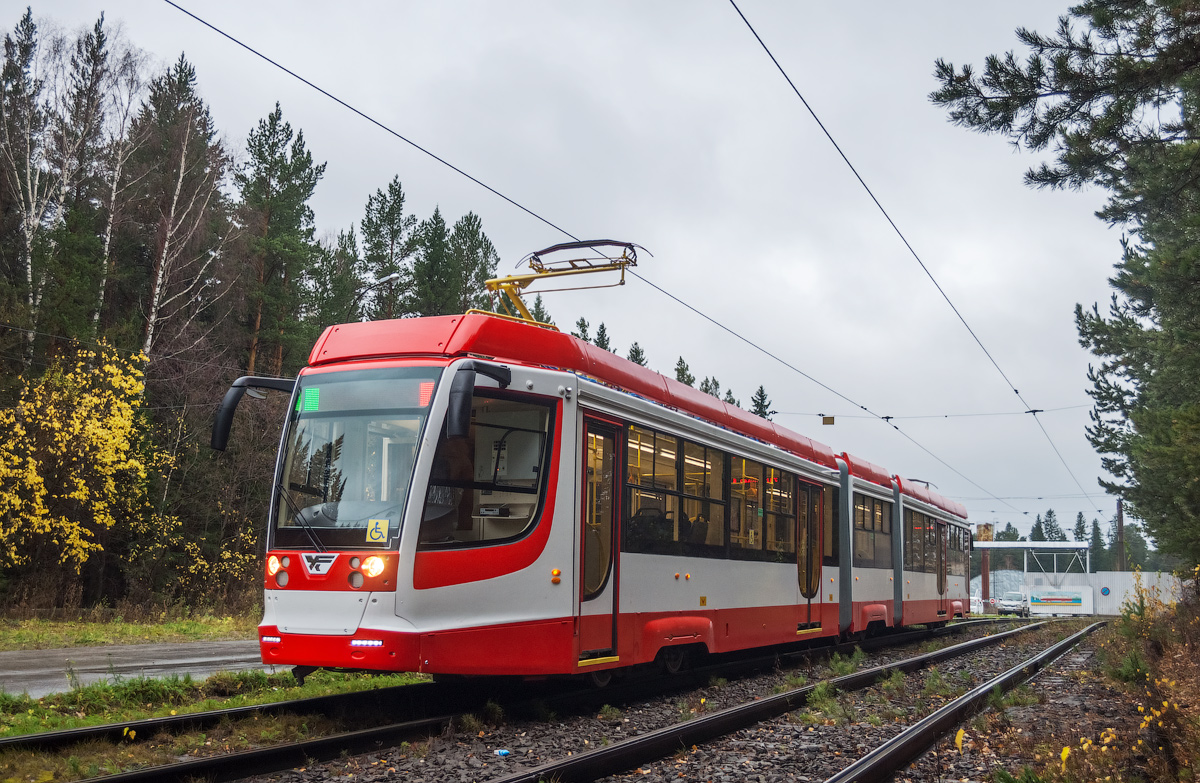
71-631-02 на подъездных путях к трамвайному депо (октябрь 2012 года)

Эксплуатация трамвайных вагонов 71-631 в других городах
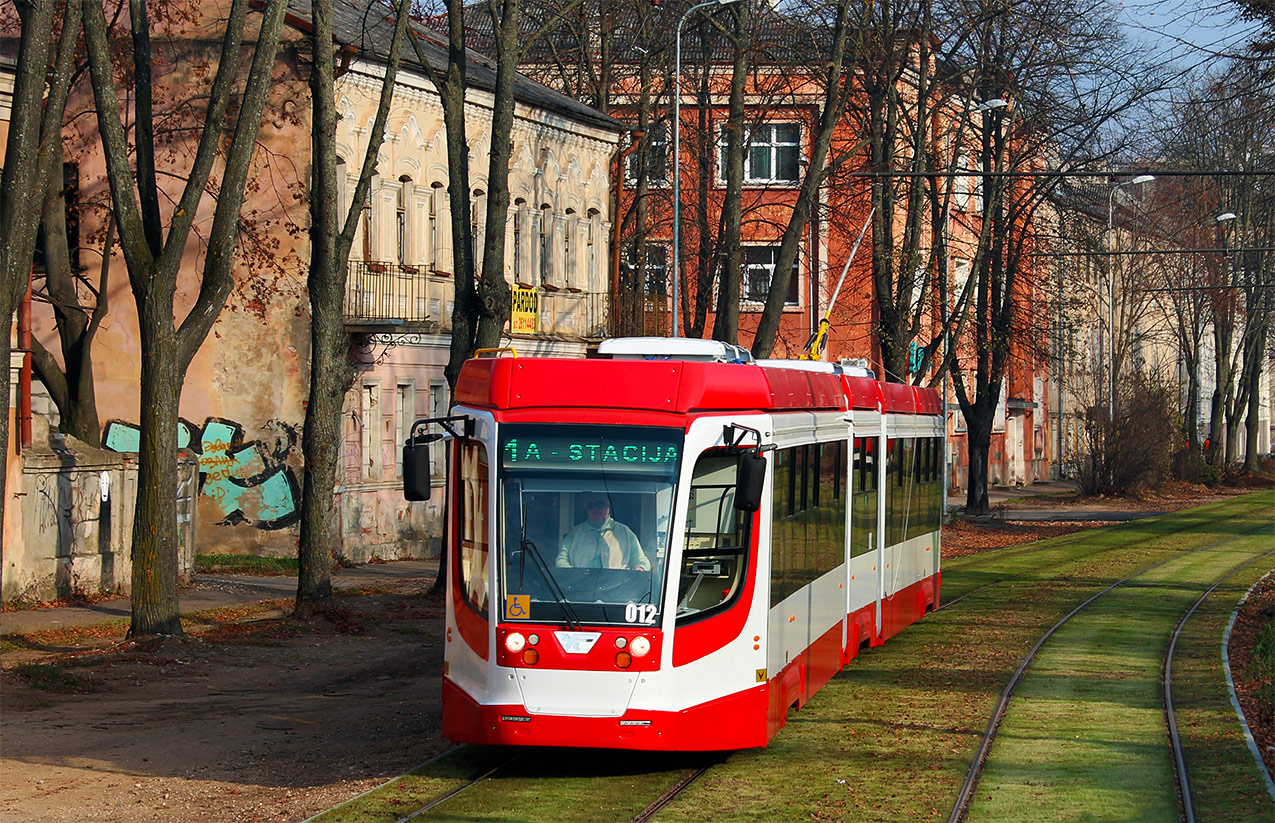
71-631 в Даугавпилсе
71-631-02 в Санкт-Петербурге
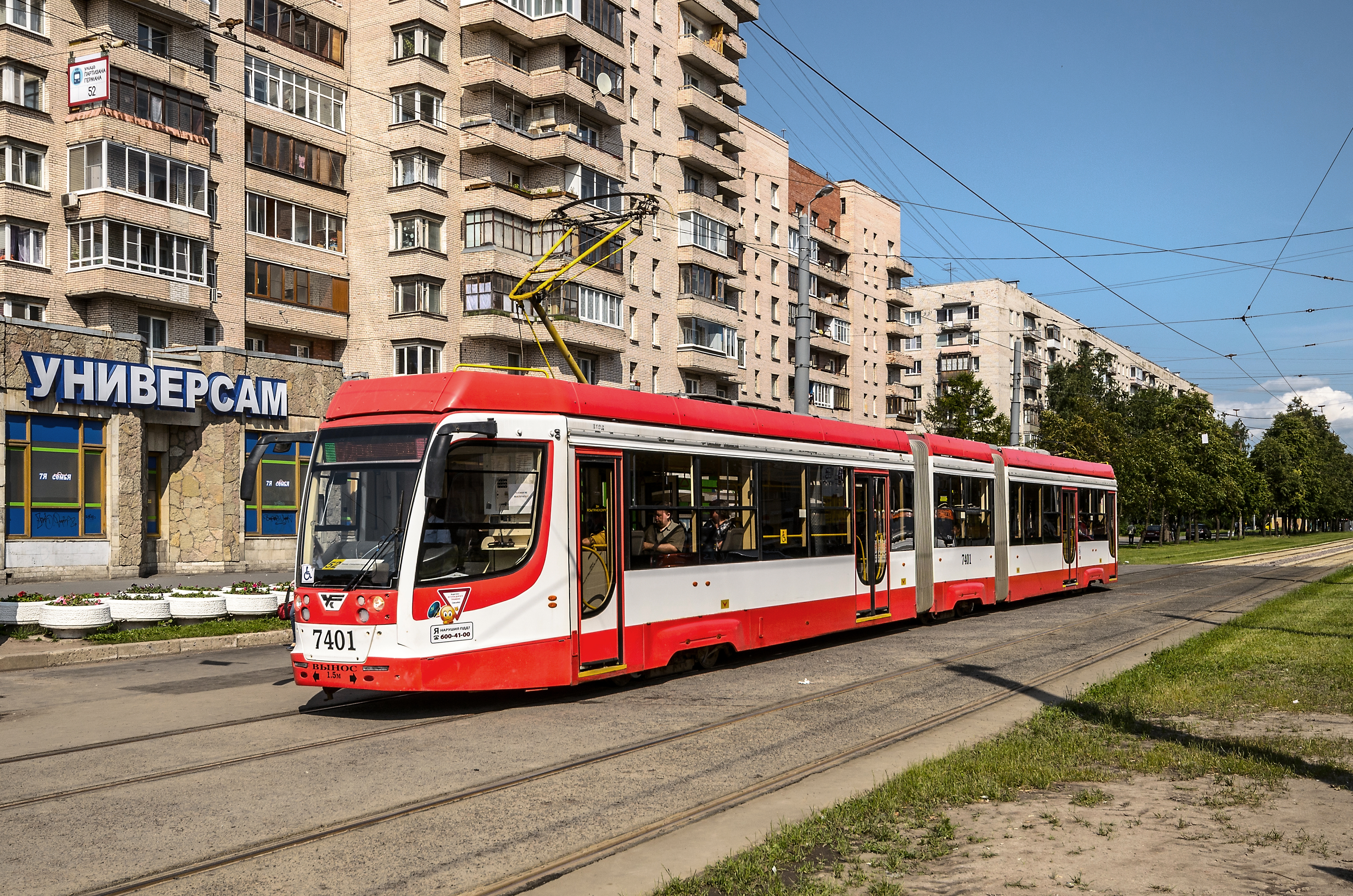
71-631-02 в Санкт-Петербурге